# (6682) Макарий
(6682) Макарий (лат. Makarij) — типичный астероид главного пояса, открыт 25 сентября 1973 года советским астрономом Людмилой Журавлёвой в Крымской астрофизической обсерватории и 4 мая 1999 года назван в честь митрополита Макария.

## Обнаружение и именование
(6682) Макарий
Открыт 25 сентября 1973 года в Научном Л. В. Журавлёвой.
Назван в память о митрополите Макарии (1482—1563), оказавшем большое влияние на образование, церковь и политику в России. Он способствовал созданию первой русской типографии и возглавлял кружок образованных книголюбов.
Оригинальный текст (англ.)6682 Makarij
Discovered 1973-09-25 by Zhuravleva, L. V. at Nauchnyj.
Named in memory of Metropolitan Makarij (1482—1563), who had great influence on education, the church and politics in Russia. He promoted the creation of the first Russian printing-house and led a circle of educated booklovers.
Источники: DISCOVERY.DB; M.P.C. 34624.

## Орбита

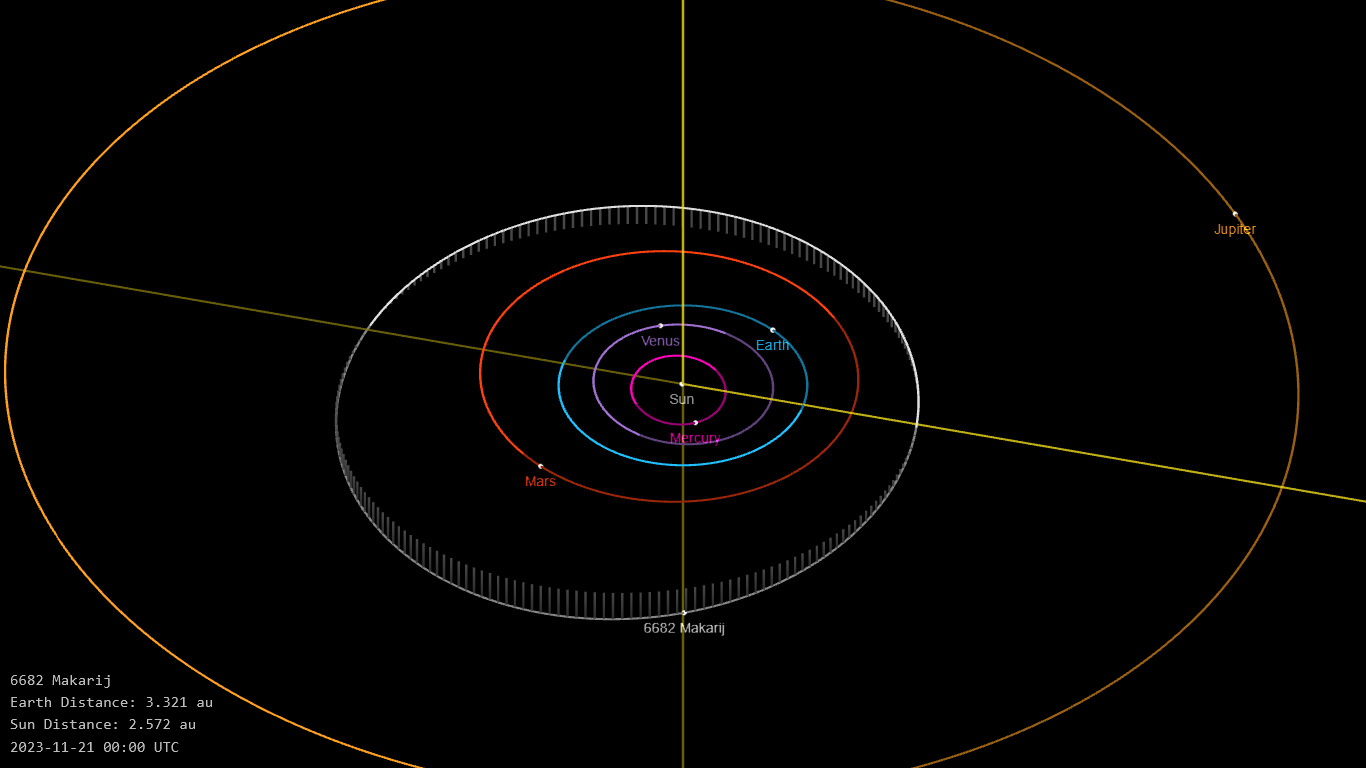
Орбита астероида Макарий и его положение в Солнечной системе

## Физические характеристики
Астероид относится к таксономическому классу S.
По результатам наблюдений системы телескопов панорамного обзора и быстрого реагирования Pan-STARRS абсолютная звёздная величина астероида оценивалась равной 13,74±0,93m.